# Guangxi-Rotbauchunke
Die Guangxi-Rotbauchunke (Bombina fortinuptialis) gehört innerhalb der Ordnung der Froschlurche zur „urtümlichen“ Familie Bombinatoridae und zur Gattung der Unken. Die Art wurde erst 1978 erstmals beschrieben.

## Verbreitung und Lebensraum
Die Art ist ausschließlich von den Fundorten Dayaoshan, Pingnan und Longsheng in der chinesischen Provinz Guangxi aus Höhen zwischen 1.200 bis 1.640 Metern bekannt. Sie lebt in bewaldeten Gebieten mit Teichen und langsam fließenden Gewässern, in denen sich die Kaulquappen entwickeln können.

## Lebensweise und Gefährdung
Über die Lebensweise der Guangxi-Rotbauchunke existieren nur sehr wenige Angaben. In der Roten Liste der IUCN ist sie als gefährdet (Vulnerable) gelistet, da ihr Verbreitungsgebiet kleiner als 2.000 km2 ist, die Art von weniger als 10 Fundorten bekannt ist und ein zunehmender Verlust an Lebensraum zu erkennen ist. Sie kommt in einigen Schutzgebieten, darunter den Dayaoshan National Nature Reserve vor.

## Belege
1. ↑  Liu, Hu, Tian und Wu: unbekannter Aufsatztitel. In: Materials for Herpetological Research, 1978, Band 4, S. 18–19 (chinesisch).
2. ↑  Bombina fortinuptialis in der Roten Liste gefährdeter Arten der IUCN 2008. Eingestellt von: Michael Wai Neng Lau, Yuan Zhigang, 2004. Abgerufen am 14. April 2009.